# Giuseppa Salvo
Giuseppa Salvo, "zonna" Peppina, soprannominata anche la Regina di Gangi per il suo ruolo importante di comando del paese per 15 anni (Gangi, 27 gennaio 1865 – Poggioreale, 1936), è stata una mafiosa italiana.

## Biografia
Madre di Nicolò, Giuseppe e Carmelo Andaloro, fu "donna di mafia", l'ultima persona ad arrendersi davanti al "prefetto di ferro" Cesare Mori durante l'"assedio di Gangi", nel 1926, e mantenne un comportamento "omertoso" pure durante il processo.
Trascorse tutta la sua vita assieme a ricercati, essendo prima suo padre e poi suo marito i capi della banda di Gangi; vestiva con abiti maschili e raggiunto il comando della banda, dopo la morte del marito, interveniva anche come giudice inappellabile nelle dispute fra paesani e come organizzatrice di matrimoni forzati di fanciulle con uomini della sua banda.
Dopo la cattura ed in attesa del processo venne rinchiusa, assieme ad una cinquantina di detenuti provenienti dall'area delle Madonie, in una vecchia chiesa riadatta a prigione a Termini Imerese, a metà strada fra le Madonie e Palermo. Il clamore e la notorietà del gruppo di arrestati fu tale da attirare l'attenzione della stampa internazionale: un giornalista del Times la gratificò del titolo di "Regina di Gangi", ed il corrispondente del New York Times la descrisse coloritamente: "Madre di una feroce covata, ..., capelli bianchi come la neve, perfettamente eretta, veloce nei movimenti, con portamento deciso e dignitoso. Il suo aspetto sinistro ed il suo sguardo diabolico gelavano il sangue".